# ルイス・ピターソン
ルイス・レオナルド・ピターソン（Luis Leonardo Piterson、1990年6月10日 - ）は、コロンビアのボリーバル県カルタヘナ出身のプロ野球選手（二塁手、遊撃手、三塁手）。

## 経歴

### プロ入りとロイヤルズ傘下時代
カンザスシティ・ロイヤルズと契約を結んでプロ入りを果たした。
2008年は、傘下ルーキーリーグのドミニカン・サマーリーグ・ロイヤルズでプレーした。この年は、50試合に出場し、打率256、0本塁打、31打点、46安打を記録した。
2009年は、傘下ルーキーリーグのアリゾナリーグ・ロイヤルズでプレーした。この年は、47試合に出場し、打率311、0本塁打、16打点、55安打を記録した。
2010年は、傘下アドバンスルーキーリーグのバーリントン・ロイヤルズでプレーした。この年は、60試合に出場し、打率263、6本塁打、27打点、63安打を記録した。
2011年は、傘下ルーキーリーグのアイダホフォールズ・チュカーズでプレーした。この年は、43試合に出場し、打率298、0本塁打、15打点、51安打を記録した。
2012年は、傘下アドバンスAのウィルミントン・ブルーロックスでプレーした。この年は、55試合に出場し、打率272、0本塁打、15打点、40安打を記録した。
同年限りで、ロイヤルズを退団した。

オフの11月には、第3回WBC予選のコロンビア代表に選出された。

### 独立リーグ時代
2013年は、独立リーグであるカナディアン・アメリカン・リーグのトロワリヴィエール・エーグルスと契約を結んだ。この年は、24試合に出場し、打率157、0本塁打、8打点、11安打を記録した。